# Gottfried von Feder
Gottfried Feder, ab 1860 Ritter von Feder, (* 17. November 1806 in Ellingen; † 12. November 1892 in München) war Jurist, Regierungspräsident und Mitglied des Deutschen Reichstags.

## Leben
Feder wurde 1806 in Ellingen im heutigen Landkreis Weißenburg-Gunzenhausen geboren. Er besuchte die Lateinschule und das Gymnasium in Regensburg, machte 1823 das Abitur am Münchner Gymnasium und studierte von 1823 bis 1828 Rechtswissenschaften an den Universitäten in Landshut und München. 1825 wurde er Mitglied des Corps Isaria. 1830 absolvierte er den juristischen Staatsconcurs in München und wurde dort Regierungsfiskalats-Accessist. 1832 promovierte er ebendort.
1833 wurde er Regentschaftssekretär in Griechenland und später Chef des Regentschaftsbüros. Später wurde er Rat am Kassationshof und zuletzt General-Staatsprokurator am Appellationsgerichtshof in Athen. Nach der Rückkehr nach Bayern infolge der Revolution im Jahre 1843 wurde er als Oberberg- und Salinen-Fiskalats-Rat angestellt und im Jahre 1848 zum Ministerialrat im Staatsministerium des Innern, im Jahre 1866 zum Präsidenten der Regierung von Mittelfranken in Ansbach befördert.
Von 1848 bis 1849 war er Mitglied der bayerischen Landtags-Versammlung und von 1878 bis 1879 des Reichstags für den Wahlkreis Mittelfranken 5 (Gunzenhausen, Dinkelsbühl, Feuchtwangen). Er schloss sich im Reichstag keiner Fraktion an und blieb ein unabhängiger Liberaler. Er legte das Mandat im September 1879 nieder, nachdem er zum Präsidenten des Bayerischen Verwaltungsgerichtshofs ernannt worden war. Dieses Amt hatte er bis 1888 inne.
Gottfried Feder starb 1892 im Alter von 85 Jahren in München.

## Grabstätte

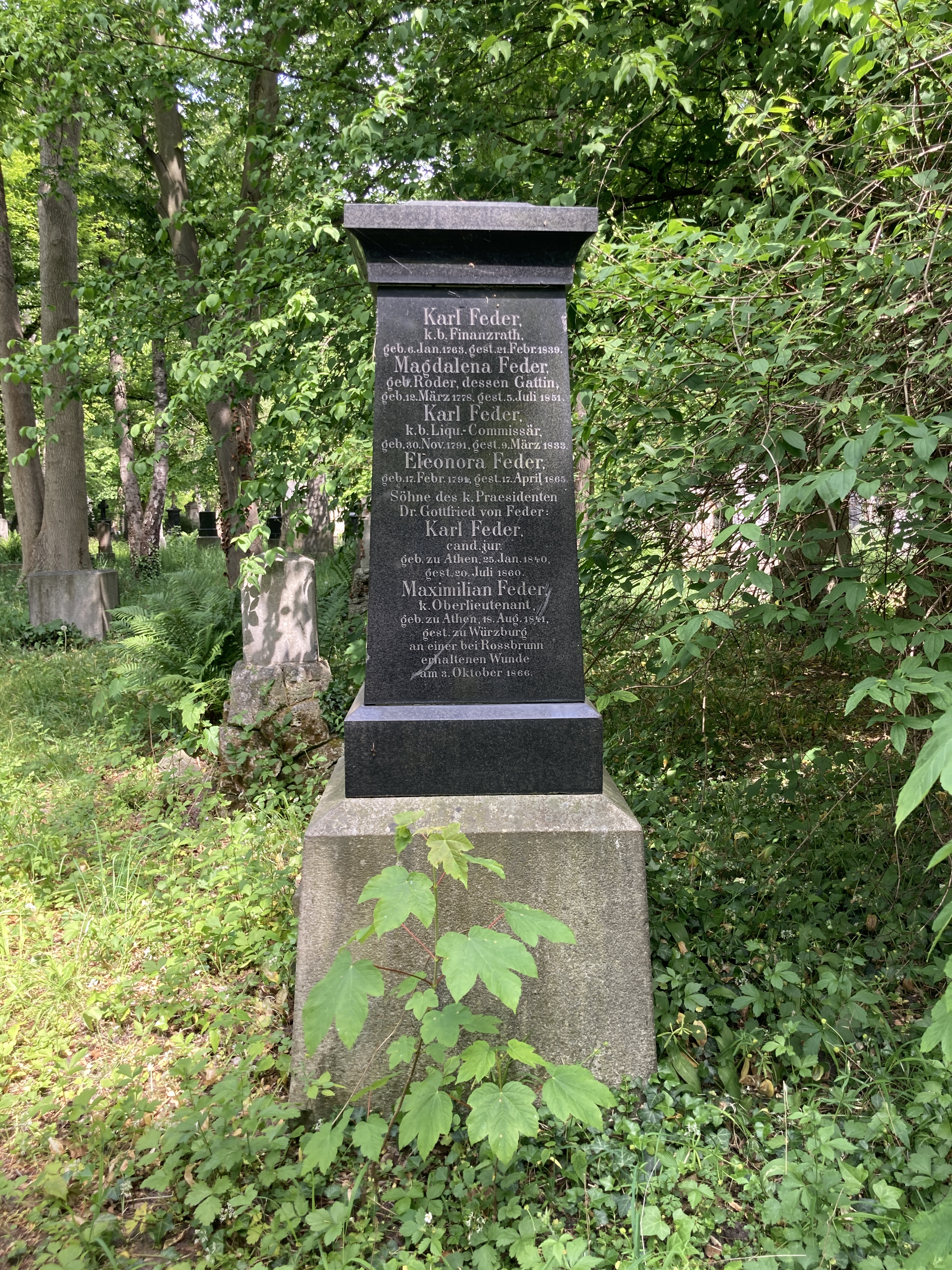
Grab von Gottfried Feder auf dem Alten Südlichen Friedhof in München

Die Grabstätte von Gottfried Feder befindet sich auf dem Alten Südlichen Friedhof in München (Gräberfeld 25 – Reihe 6 – Platz 1) Standort.

## Ehrungen
- 1860 Ritterkreuz des Verdienstordens der Bayerischen Krone (damit verbunden war die Nobilitierung)[5]
- 1868 Komturkreuz des Verdienstordens vom Heiligen Michael[6]